# خوسيه بارا
خوسيه بارا هو لاعب كرة قاعدة دومينيكاني، ولد في 28 نوفمبر 1972 في سانتياغو في جمهورية الدومينيكان.

## وصلات خارجية
- خوسيه بارا على موقع الدوري الياباني لكرة القاعدة (الإنجليزية)
- خوسيه بارا على موقعبيزبول رفرنس.كوم (الدوري الرئيسي) (الإنجليزية)
- خوسيه بارا على موقعبيزبول رفرنس.كوم (الدوري الثانوي) (الإنجليزية)
- خوسيه بارا على موقع إي إس بي إن.كوم (أم.أل.بي) (الإنجليزية)
- خوسيه بارا على موقع مشجعي الرسوم البيانية (الإنجليزية)